# Rusnano
Rusnano (en russe : Роснано) est un fonds d'investissement étatique russe, chargé de développer l'industrie nanotechnologique en Russie. Rusnano investit directement et indirectement dans tous les principaux domaines où de la nanotechnologie est utilisée : microélectronique, optique, télécoms, énergies classiques et renouvelables, santé et biotechnologie, matériaux et métallurgie, ingénierie et chimie,.
Les investissements de Rusnano ont permis de créer environ 97 usines et centres R&D dans 37 régions de Russie. La gestion des actifs de la société "Rusnano JSC" est assurée par "Rusnano Management company". Anatoli Tchoubaïs est son président du directoire et directeur général entre 2008 et 2020. Il est remplacé par Sergueï Koulikov (ru) en décembre 2020.
De plus, le groupe Rusnano comprend le "Fund for Infrastructure and Educational Programs (FIEP)" (en russe : Фонд инфраструктурных и образовательных программ), une organisation à but non lucratif qui permet: la formation d'infrastructures pour la nanotechnologie, le développement des ressources humaines pour la nanotechnologie, le développement du marché des produits de la nanotechnologie, l'amélioration du cadre législatif de l'innovation, la standardisation et certification des nanoproduits et évaluation de leur sécurité, le raffinements en métrologie, ainsi que la vulgarisation de la nanotechnologie et des produits nanotechnologiques.

## Historique de Rusnano
Le 26 avril 2007, dans un discours à l'Assemblée fédérale, le président russe Vladimir Poutine a qualifié la nanotechnologie de l'un des domaines prioritaires pour le développement de la science et de la technologie et a proposé de créer la Société russe de nanotechnologie (en russe : Российская корпорация нанотехнологий).
Le 19 septembre 2007, la société d'État Société russe de nanotechnologies (en russe : Российская корпорация нанотехнологий) est officiellement enregistrée. La même année, le gouvernement de la fédération de Russie fait une contribution foncière de 130 milliards de roubles.
Le 17 mars 2011, Rusnano a pris la 4e place dans la notation des principales entreprises innovantes en Russie.
En novembre 2012, le premier nanocentre «Rusnano» a été ouvert à Kazan - le Centre des nanotechnologies de la République du Tatarstan (en russe : Центр нанотехнологиий республики Татарстан (ЦНТ)).
En 2013, Rusnano a adopté un système de mesures pour réduire le nombre d'employés et réduire les coûts. Cette année, pour la première fois, la société est passée du service de la dette en cours au remboursement de la dette,.
En mars 2019, dans un entretien au président russe Vladimir Poutine, Anatoli Tchoubaïs déclare que les usines construites par les investissements de Rusnano ont versé 132 milliards de roubles de taxe au budget fédéral pour toute la période de fonctionnement, remboursant intégralement la contribution de l'État,.